# Kreuzkapelle (Oberheimbach)

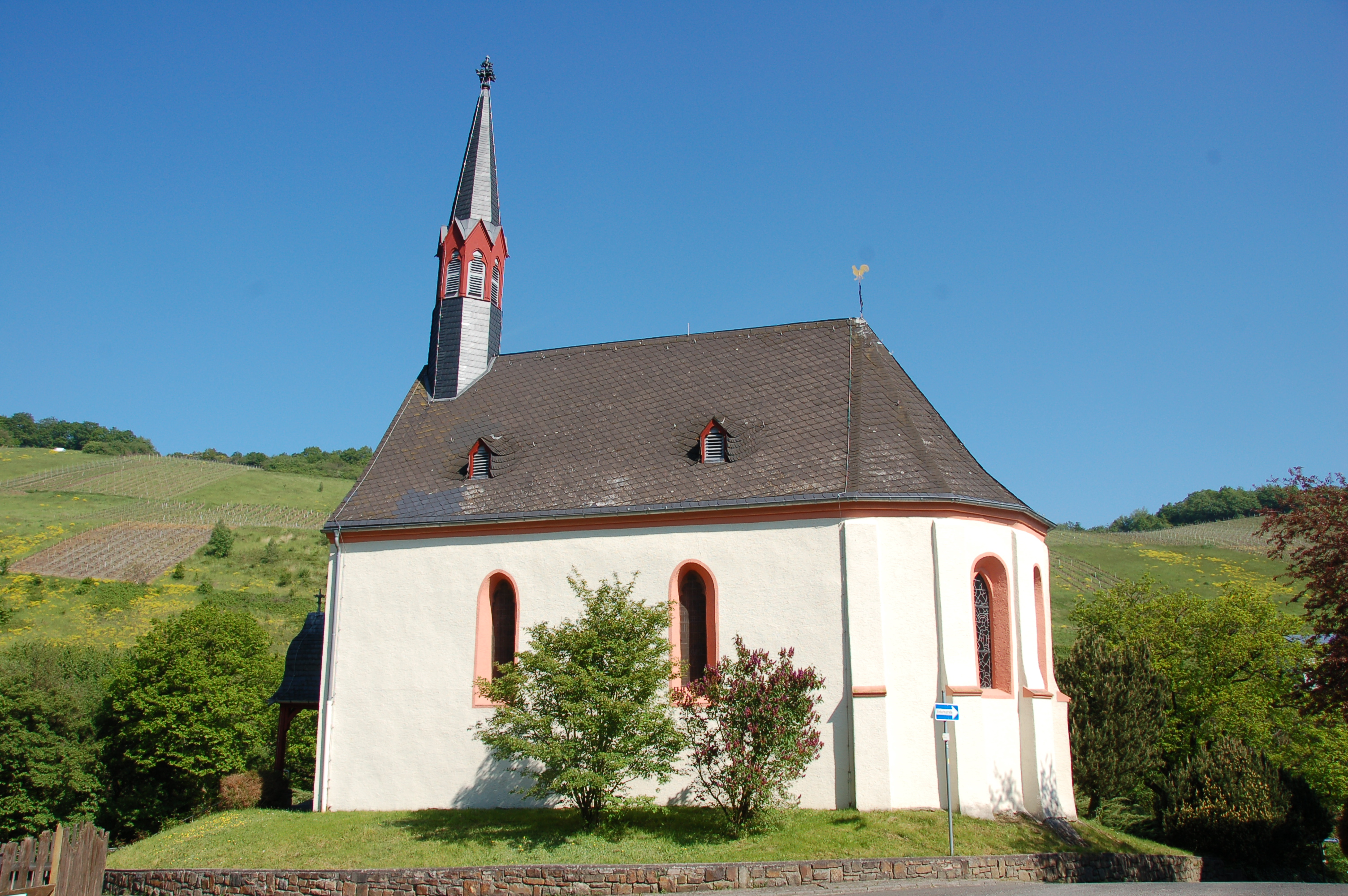
Kreuzkapelle Oberheimbach

Die römisch-katholische Kreuzkapelle ist eine im Kern gotische Kapelle in Oberheimbach im Landkreis Mainz-Bingen in Rheinland-Pfalz.

## Geschichte
1092 gelangte die Vogtei Oberheimbach an das Mainzer Domkapitel. Begütert im Ort war außerdem die Reichsabtei Kornelimünster
sowie der Templerorden.
In diesem Umfeld wurde um 1100 der Vorgängerbau der heutigen Kreuzkapelle errichtet. Der in gotischer Zeit errichtete Bau mit 5/8-Chorschluss und Strebepfeilern erhielt 1886 den neugotischen Dachreiter und sein Erscheinungsbild.